# Carsten Bruun (Sportschütze)
Carsten Henrik Bruun (* 7. November 1868 in Tønsberg; † 16. Juli 1951 in Oslo) war ein norwegischer Sportschütze. 

## Karriere
Carsten Bruun belegte bei den Olympischen Spielen 1912 im Trapschießen den 28. Platz.